# Wygaśnięcie
Wygaśnięcie (wygasanie, wygaszanie) – termin prawny określający stan, w którym ostatecznie przestaje obowiązywać pewne prawo, umowa lub roszczenie, na skutek powstania sytuacji określonej w odrębnych przepisach, lub w dokumencie, którego dotyczy.
W prawie polskim, termin ten był i jest używany w różnych dziedzinach, na przykład w ustawie o szkolnictwie wyższym w odniesieniu do wygaśnięcia uprawnień uczelni i jej pracowników, w odniesieniu do prawa wykonywania zawodu pielęgniarki lub w ordynacji podatkowej do wygaśnięcia zobowiązań podatkowych.